# Església d'Atskuri
L'església d'Atskuri o església de la Dormició d'Atskuri (en georgià: აწყურის ღვთისმშობლის მიძინების სახელობის ტაძარი) és una catedral medieval en ruïnes del poble d'Atskuri, del municipi d'Akhaltsikhe, a la regió centre-sud de Samtskhé, Geòrgia. Originàriament construïda entre els segles x i xi, va ser reconstruïda poc després del destructiu terratrèmol de 1283. Va ser una església de cúpula encreuada amb tres absis sobresortints a l'est. De la que va ser una de les catedrals més grans de Geòrgia en el seu temps, només les parets en ruïnes van sobreviure fins al segle XXI. Al 2016 se'n va emetre un projecte de restauració complet. L'església està inscrita en la llista dels Monuments Culturals destacats de Geòrgia.

## Història i arquitectura

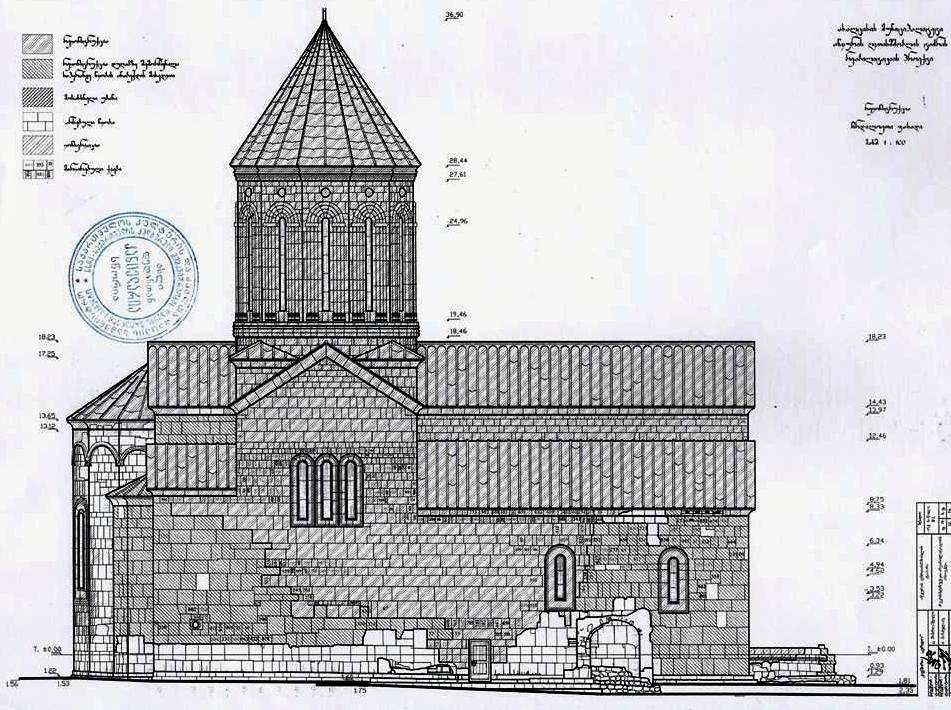
Plànol de restauració aprovat el 2015

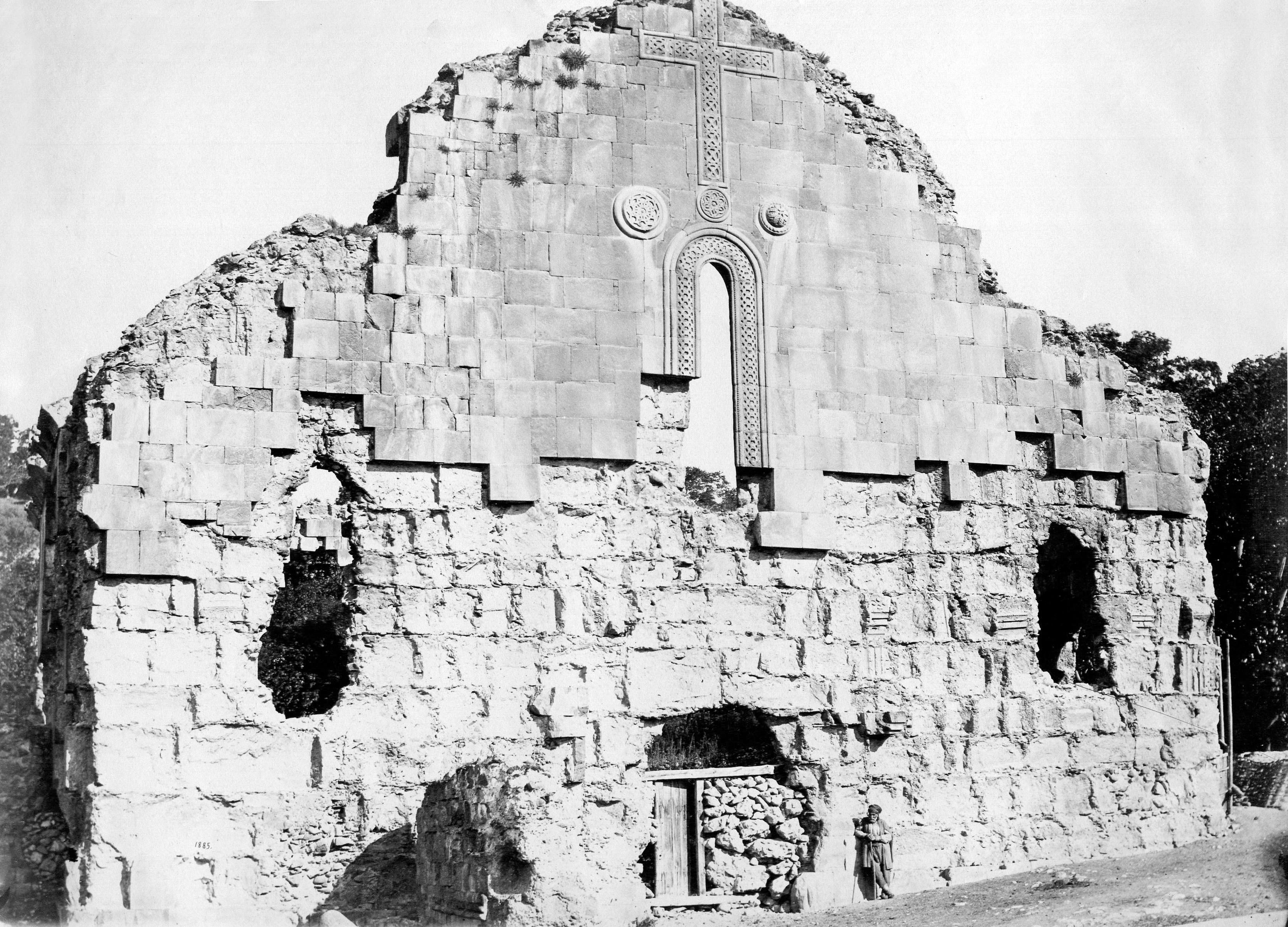
Ruïnes de la façana occidental el 1885

L'església es troba al peu d'un petit pujol a la riba dreta del riu Kura. Se'n poden distingir dos nivells de construcció, el primer datat als segles x i xi, mentre que el següent correspon als segles xiii i xiv. Aquest últim és producte de la reconstrucció posterior al fort terratrèmol de 1283. Atskuri va ser un dels centres cristians més importants de la Geòrgia medieval, seu d'un bisbe, un prelat principal a la província de Meskhètia i la llar de la icona venerada de la marededeu Odegetria. La icona, segons els annals georgians medievals, va ser portada allà per Andreu apòstol, visitat per l'emperador romà d'Orient Heracli de camí a la guerra persa del 627, i va sobreviure miraculosament sota la cúpula esfondrada de l'església durant el terratrèmol de 1283. A la fi del segle xvi, la icona finalment va trobar el seu lloc al monestir de Gelati, des d'on va ser portada al Museu Nacional de Geòrgia a Tbilisi l'any 1952.

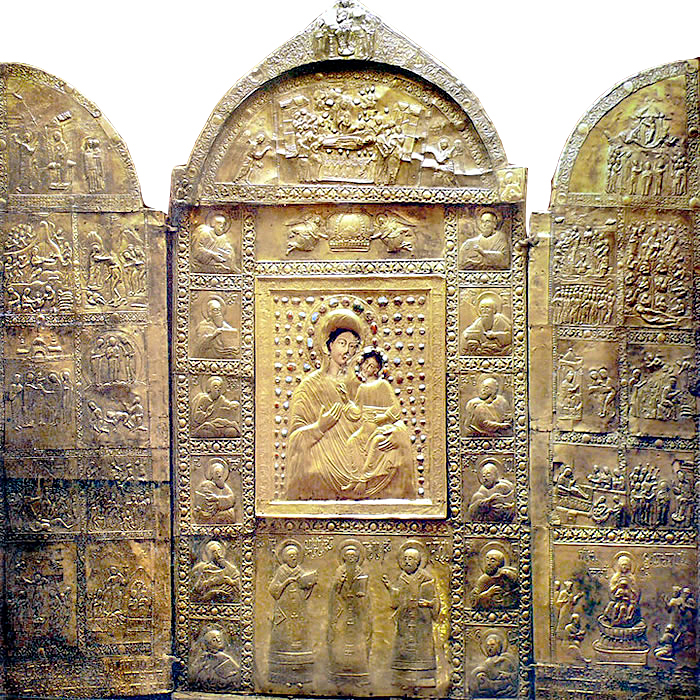
Icona de l'església d'Atskuri.

La reconstruïda catedral d'Atskuri va gaudir del patrocini dels prínceps Jaqeli de Samtskhé i incloïa esglésies i propietats subsidiàries, mentre que el bisbe del lloc, titulat com matsqvereli ('d'Atskuri'), va ser un dels influents prelats de Geòrgia, i també reclamà l'autonomia de l'Església ortodoxa georgiana en el moment en què el Regne de Geòrgia s'estava desintegrant durant el segle xv.
Després de la conquesta otomana de Samtskhé el 1578 i l'adveniment de l'Islam, l'església va caure en desús fins al seu col·lapse final després d'una sèrie de terratrèmols i segles de guerra i abandonament a començaments del segle xix.
Durant els últims anys de la Unió Soviètica, a la dècada de 1990, va ressorgir un interès en l'herència cristiana d'Atskuri, impulsat per grups d'estudiants voluntaris. Se'n van portar a terme una sèrie d'estudis arqueològics als anys següents i el govern de Geòrgia va llançar l'any 2016 un projecte de restauració a gran escala, destinat a completar la reconstrucció de l'església.
Abans d'això, l'edifici s'havia reduït a ruïnes: la cúpula i totes les voltes s'havien esfondrat, igual que les parets superiors. Algunes porcions de l'altar i les cambres a ambdós costats —l'absis esquerre al sud i l'altar al nord— amb parets facetades sobresortints, havien sobreviscut. Les parets interiors van conservar fragments de la decoració, com pilastres amb arquitraus i detalls ornamentats de la paret de l'altar. Les pedres ricament ornamentades de l'església es poden trobar disperses en altres bandes del llogaret, utilitzades pels vilatjans per a les seves pròpies estructures residencials.
Les excavacions arqueològiques han trobat restes d'altres edificis, com una església del segle X i estructures accessòries, amb inscripcions georgianes medievals, dins i al voltant de la catedral en ruïnes.